# Чиниджано
Чиниджа̀но (на италиански: Cinigiano) е малко градче и община в централна Италия, провинция Гросето, регион Тоскана. Разположено е на 324 m надморска височина. Населението на общината е 2754 души (към 2012 г.).